# Wervik in de Eerste Wereldoorlog
De Belgische stad Wervik lag tijdens de Eerste Wereldoorlog vlak aan het Westfront.

## 1914

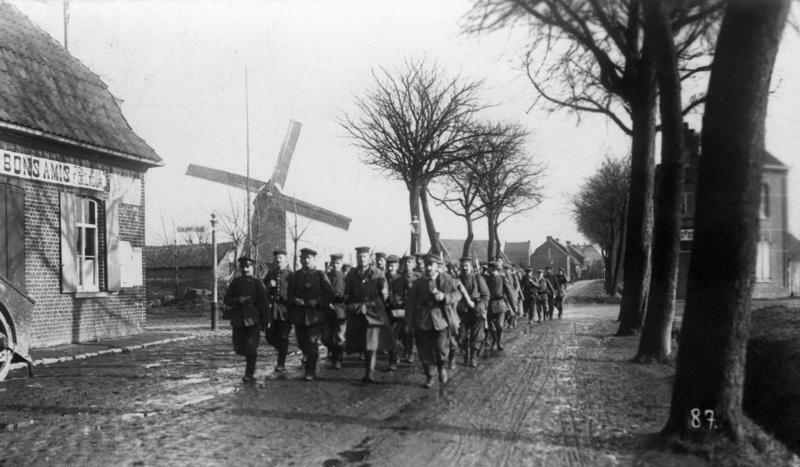
Duitse troepen in Wervik, 1916

De eerste Duitse verkenningstroepen werden op 4 oktober 1914 door een douanier in de omgeving van de brug over de Leie in Wervik gesignaleerd. Daarop draaide hij de draaibrug tussen Zuid-Wervik en Wervik open en smeet de sleutel in de Leie terwijl enkele stedelingen het vuur openden op de Duitsers die daarna wegvluchtten. Een dag later kwam er een grotere groep Duitse ruiters richting Wervik. Er vonden schermutselingen plaats waarbij enkele slachtoffers vielen en huizen in brand werden gestoken. Tegen de avond staken de Duitsers de Franse grens over en verspreidden ze zich in Zuid-Wervik. Ze haalden er enkele mensen uit hun huizen en gijzelden hen in de kerk. Tijdens de beschietingen vluchtten veel inwoners. Zij die bleven hielpen de brandweerlui met het blussen van branden. Nadat de rust in Wervik wat was teruggekeerd werden de gijzelaars vrijgelaten.
Generaal Von Dieling vestigde zich met zijn 15de "armeekorps" van Straatsburg in Wervik op 29 oktober 1914. Ze installeerden zich in de woning van Théophile Godtschalck in de Kerkstraat. Ook het Beierse 2de Armeekorps en de 1ste Saksische Divisie werden in Wervik en Zuid-Wervik gelegerd. De laatsten hadden hun hoofdkwartier in het kasteel van Paul Ferrant in de Kasteelstraat. De Ortskommandatur werd in het café Hôtel des Pompiers van eigenaar Alphonse Catry, op de hoek van de Nieuwstraat en de Donkerstraat, ingericht.
Als gevolg van opeisingen door de bezetter viel de industrie in Wervik en omgeving stil. Er was werkloosheid en de grensarbeid stopte. De Duitse legerleiding had op 27 oktober bevolen de fabrieken in Zuid-Wervik leeg te maken en ter beschikking te stellen als paardenstallen, badinstallaties en werk- en slaapplaatsen. Metalen werden omgesmolten tot oorlogsmateriaal. De stad bleef dienstdoen als Duitse rust- en verbindingsplaats en er werden verschillende telefooncentrales geplaatst.
Wervikanen werd door de Duitsers ingezet voor het opknappen van vuile werken. Zo moesten ze in november 1914 500 dode Duitsers en 20 Engelse lijken begraven.

## 1915

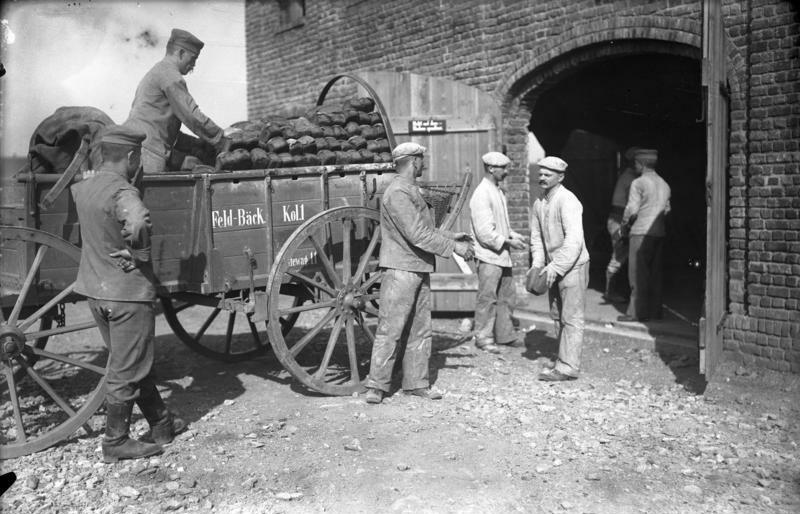
Brood voor het front wordt gebakken in Wervik, 1916

In 1915 werden de jongensschool in de Magdalenastraat en de meisjesschool in de Koestraat en in de Grauwe Zusterstraat ingericht als lazaret. In die periode voeren de Duitsers ook de schoolplicht in, waarmee ze hoopten de kinderen weg te houden van de soldaten. In de school in de Grauwe Zusterstraat kon een deel van de meisjes terecht. Een ander deel van de meisjes kon school lopen in de huizen van Charles van Elslande en in het huis van dokter Dumont. Het grootste deel van de jongens volgde les in de Sint-Medarduskerk. In de eerste helft van 1915 bleef het tamelijk rustig in Wervik.
De stad leed onder diefstal en plundering door Duitse soldaten. Rond februari 1915 waren al 15 huizen vernield en 180 leegstaande huizen geplunderd. Op 3 mei 1915 telde men 3140 werklozen in Wervik. Voor de werklozen die niets anders hadden dan de bijstand van de stad werd een vast tarief opgesteld. Per werkloze kreeg een gezin per week drie broden. Ongeveer 50 Wervikanen waren als krijgsgevangene opgesloten in kampen verspreid over Duitsland.
Meer dan 3000 gewonden en 300 doden werden in de loop van 1915 uit de frontstreek rond Zandvoorde en Mesen naar Wervik overgebracht. De stad vormde vaak het doelwit van aanvallen door de geallieerden. In december 1915 vielen enkele bommen op de munitieopslagen op het kerkhof.

## Na 1916

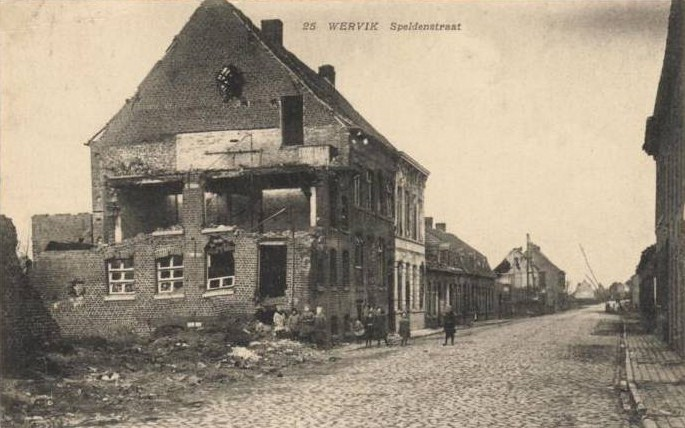
De resten van een brouwerij in de Speldenstraat

Vanaf 1917 werd de stad meer en meer gebombardeerd. De situatie was gespannen. De bewoners van het naburige Komen moesten in mei 1917 hun zelfs stad verlaten. Ook in Wervik verspreidde men affiches waarin de bewoners werd gevraagd zich voor te bereiden op een evacuatie en de mensen vluchtten weg. In de eerste weken van juni 1917 werd de volledige stad geëvacueerd. Slechts enkele inwoners in de wijk Laag-Vlaanderen, enkele kilometer buiten de stad, mochten blijven. De meeste vluchtelingen vestigden zich in Oost-Vlaanderen, Limburg en Brabant.

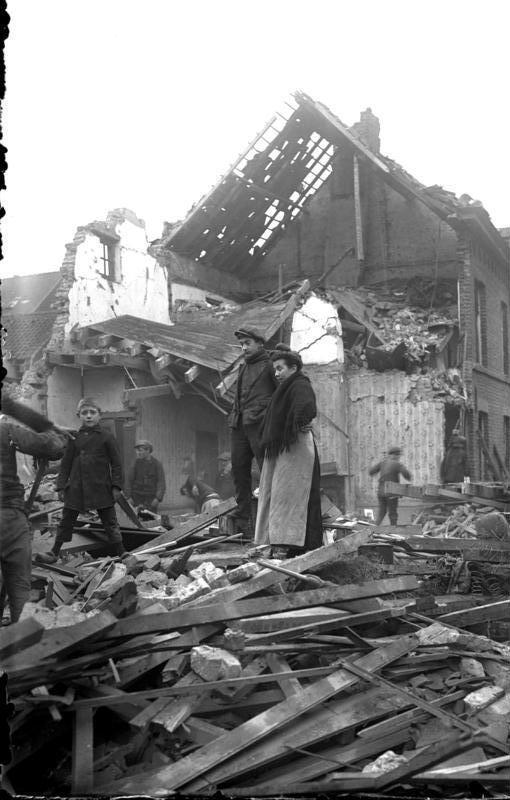
Vernielingen in Wervik

De daarop volgende maanden werd de stad dagelijks onder vuur genomen. Veel huizen werden door brand vernield. Op 3 september brandde de fabriek van de broers Cousin in Zuid-Wervik voor een groot deel af en ook de andere fabrieken raakten beschadigd door de voortdurende beschietingen. Op 2 juli 1917 werden de klokken uit de Sint-Medarduskerk neergehaald om het metaal te gebruiken voor oorlogsmateriaal. Adolf Hitler werd na een gasaanval in 1917 in Zuid-Wervik verzorgd.
Op 11 april 1918 bezocht de Duitse keizer Wilhelm Wervik. Hij wilde eigenlijk doorrijden naar het front, maar werd in Wervik opgehouden door vliegtuigbommen.

## Bevrijding en de vrede
Vanaf september 1918 wonnen de Britten terrein vanuit Mesen. Van 30 september tot 4 oktober 1918 streed het Britse leger om de Leie, tot uiteindelijk de stad bevrijd werd. Na wapenstilstand keerden de eerste bewoners eind november al terug. Op Kerstmis kwam er een voorlopig stadsbestuur. Het Sint-Pol in de Duivenstraat werd als noodkerk ingericht.
In de oorlog stierven 57 Wervikse soldaten en kwamen 45 burgers om bij de bombardementen en beschietingen. Tientallen Wervikanen zaten aan het eind van de oorlog opgesloten in Duitse strafkampen en duizenden inwoners waren verspreid over België.